# Ювенальная юстиция в Швеции
Ювенальная юстиция в Швеции (лат. juvenālis «юношеский»; лат. jūstitia «правосудие») — шведская система законов, учреждений и организаций, осуществляющих правосудие по делам несовершеннолетних.
В русскоязычном пространстве зачастую происходит смещение понятий, при котором ювенальная юстиция воспринимается исключительно как защита детей от злоупотреблений родителей. Однако в юридической практике, в том числе и в России, под ювенальной юстицией понимается прежде всего судебная система, занимающаяся несовершеннолетними правонарушителями и только во вторую очередь - защитой прав ребёнка.
В Швеции нет отдельных ювенальных судов. Преступления молодых людей с 15 до 18 лет рассматривают обычные суды по той же процедуре, что и для взрослых, но приговоры более мягкие.

## История
С начала XVII века государство впервые обращает внимание на проблемы бедствующих детей. В 1619 году шведским правительством было издано постановление о создании в каждом городе детских домов для бездомных детей. В 1624 году был основан Всеобщий или Большой детский дом в Стокгольме. В 1650-е годы стали открываться школы для детей из малоимущих семей. В 1763 издан королевский указ о больницах и детских домах, который подчеркивал важность воспитания ребёнка матерью (родной либо приемной). На раннем этапе шведские детские дома находились в общей системе опеки над беднотой.
В начале XX века в Швеции был принят первый закон о защите детей (barnavårdslag). Он повышал возраст уголовной ответственности с 14 до 15 лет, а также позволял заменить приговор для несовершеннолетнего преступника (15-18 лет) принудительным воспитанием в специальном учреждении.
Закон о защите детей (1924:361) от 1924 года заменил законодательство, принятое в 1902 году. С этого времени обязательная опека распространялась и на детей, подвергавшихся насилию дома. Муниципальные социальные службы стали обязаны, придерживаясь определённой процедуры, вмешиваться в дела семей, где совершалось насилие над детьми. В законе от 1960 года (1960:97) особый акцент делался на превентивной работе социальных служб с несовершеннолетними.
В Швеции физическое наказание детей в школах и детских учреждениях было запрещено в 1962 году. В 1979 году Швеция стала первой страной в мире, полностью запретившей любое физическое наказание детей где-либо, включительно с собственной семьей ребёнка.
В 1982 году начал действовать закон «О социальной службе» (Socialtjänstlag), ориентирующий социальных работников на помощь и оказание услуг по принципу добровольности.
В 1989 году Швеция одной из первых подписала Конвенцию ООН о правах ребёнка, а правительством страны был создан специальный институт омбудсмена по защите прав детей. Первый омбудсмен по делам детей был назначен 1 июля 1993 года.

## Действующая нормативно-правовая база
На данный момент вопрос защиты детей регулируется законом «О социальной службе» (Socialtjänstlag, или SoL) (2001:453). Это рамочный закон, в котором социальная защита детей рассматривается в перечне других услуг, предоставляемых муниципальной социальной службой, таких как помощь для пожилых, людей с инвалидностью, лечение алко- и наркозависимости.
Закон «О принудительной опеке над подростками» (Lag (1990:52) med särskilda bestämmelser om vård av unga, или LVU) регулирует процедуру применения принудительной опеки к двум разным категориям несовершеннолетних. Во-первых, это те, кто подвергает себя опасности из-за собственной зависимости или асоциального поведения. Во-вторых, это дети и подростки, страдающие от физического или психологического насилия.
Опека над нуждающимися в ней детьми считается социальной помощью. При этом исследователи отмечают важность семьи в законодательстве Швеции: целью опеки является создание условий, при которых ребёнок сможет вернуться в родную семью при первой возможности.
Отдельные аспекты, касающиеся несовершеннолетних правонарушителей, регулирует уголовный кодекс Швеции.

## Несовершеннолетние правонарушители в Швеции
В Швеции к уголовной ответственности привлекаются подростки, достигшие 15-летнего возраста (уголовный кодекс Швеции, Brottsbalken (BrB) 1:6). Это относительно высокий возраст уголовной ответственности по сравнению с другими европейскими государствами, где он широко варьируется между 7 и 18 годами.
Отдельных ювенальных судов не существует. Преступления молодых людей с 15 до 18 лет рассматриваются обычными судами по той же процедуре, что и для взрослых, но приговоры по данным делам выносятся более мягкие. Если малолетнего правонарушителя признают виновным, в зависимости от тяжести преступления ему грозит штраф (BrB 25), условный приговор (BrB 27), испытательный приговор (BrB 28), направление в социально-реабилитационный центр (BrB 31:1a) или тюремное заключение (BrB 26).
До 18 лет лишение свободы можно получить лишь при исключительных обстоятельствах. В то же время срок заключения будет значительно меньше, чем для взрослого за такое же преступление (BrB 29:7; BrB 30:5). Так, если высшей мерой наказания в Швеции является пожизненное заключение, то для лиц, не достигших 21-летнего возраста, максимальный приговор – 10 лет тюрьмы (BrB 29:7; BrB 30:5).
Однако в целом шведская модель предполагает, что правонарушители в возрасте 15-17 лет будут находиться на попечении муниципальной социальной службы. Её деятельность в этом вопросе определяют законы «О социальной службе» и «О принудительной опеке над подростками».
Например, начавшие действовать в 1999 году социально-реабилитационные центры (швед. Ungdomshem) рассчитаны на молодежь 15-17 лет. В них подростки не столько отбывают наказание, сколько получают квалифицированную помощь. Минимальный срок пребывания в таких учреждениях – 14 дней, максимальный – четыре года.
В 2007 году в силу вступил ещё один вид наказания для 15-17 летних правонарушителей – общественные работы. Согласно отчёту Государственного совета по предупреждению преступности (швед. Brottsförebyggande rådet), шведских несовершеннолетних правонарушителей все чаще приговаривают к общественным работам, чем к штрафам или пребыванию в социально-реабилитационных центрах.

## Защита прав детей

### Обязанности муниципальных социальных служб
Закон «О социальной службе» определяет, что все касающиеся ребёнка решения должны приниматься исключительно в интересах самого ребёнка. Под детьми закон подразумевает лиц, не достигших 18-летнего возраста (SoL, Кар.1 2§).
Согласно закону, муниципальная социальная служба обязана работать над обеспечением нормальных условий для детей и молодежи; в тесном сотрудничестве с семьями способствовать их личному физическому и социальному развитию; активно противодействовать алко-, нарко-, допинговой и игровой зависимости среди молодежи.
Также соцслужбы должны следить, чтобы несовершеннолетние не находились в опасном окружении. Социальные работники обязаны тесно сотрудничать с родителями для обеспечения всей необходимой защиты и поддержки детей и молодежи из группы риска. В интересах ребёнка могут предоставляться опека и воспитание вне дома. (SoL Кар.5 1§)

### Взятие под опеку
Закон обязывает сотрудников учреждений, работающих с детьми, немедленно сообщать социальной службе, если они узнают или подозревают, что несовершеннолетний подвергается насилию (SoL Кар.14).
Получив подобный сигнал, социальная служба должна сразу же оценить, не нуждается ли ребёнок в неотложной защите. После этого у неё есть 14 дней на принятие решения о начале расследования (SoL Кар.11 1 a §). За исключением особых случаев, оно должно быть завершено на протяжении четырёх месяцев. По закону расследование проводится без лишних неудобств и с привлечением экспертов в случае необходимости. Заинтересованные лица должны быть проинформированы о ведущемся расследовании (SoL Кар.11 2 §).
Если оказывается, что несовершеннолетний нуждается в опеке вне дома, необходимо разработать план предоставления такой опеки (SoL 3 §). С 2013 года социальные работники обязаны учитывать мнение ребёнка (настолько, насколько он способен его высказать). Если только ребёнку не грозит прямая опасность, любые решения принимаются по согласованию с родителями и должны учитывать интересы всех сторон.
Решение о взятии под опеку несовершеннолетнего может быть принято, если:
- он подвергается физическому или психологическому насилию, неправомерной эксплуатации (например, сексуальной эксплуатации или непомерному физическому труду[22]), при недостаточном уходе или если условия в семье несут опасность здоровью и развитию несовершеннолетнего (LVU 2 §);
- несовершеннолетний подвергает опасности своё здоровье и развитие из-за нарко-, алко- и пр. зависимости, асоциального поведения или уголовных деяний (LVU 3 §).

Решение о взятии под опеку принимается административным судом первой инстанции (förvaltningsrätten) по обращению муниципальной социальной службы (LVU 4 §). На суд приглашаются все заинтересованные стороны. Дело рассматривают судья и трое членов судебной коллегии - обычные граждане, как правило, пользующиеся уважением в своей местности. Вопрос о принудительной опеке слушается в закрытом режиме без допуска общественности, но в присутствии заинтересованных сторон.
Социальная служба может самостоятельно, не дожидаясь суда, принять решение о неотложном взятии под опеку лица в возрасте до 20-ти лет, если оно нуждается в специальной опеке или если есть не терпящая отлагательств угроза для расследования или для здоровья и развития несовершеннолетнего (LVU 6 §).  В таком случае соцслужба должна на протяжении недели передать данное решение в административный суд для пересмотра и утверждения. Если это не будет сделано, решение о неотложном взятии под опеку отменяется (LVU 7 §).
Решения социальной службы можно обжаловать в административном суде (LVU 41 §). На решение этого суда тоже можно подать апелляцию в административный суд второй инстанции (kammarrätten).
Если ребёнок в результате берется под опеку, соцслужба в первую очередь должна рассмотреть вариант проживания ребёнка у его родственников, руководствуясь при этом интересами несовершеннолетнего. Новое место жительства ребёнка должно отвечать его потребностям (SoL, Кар.6). Конечной целью опеки является возвращение ребёнка в родную семью к биологическим родителям как можно скорее.
С патронажной семьей или учреждением, которое принимает ребёнка, социальная служба заключает договор. В нём обозначаются обязанности нового дома по защите и поддержке ребёнка. Служба также обеспечивает специальную подготовку и сопровождение людей, оказывающих эти услуги. За размещенным вне дома ребёнком закрепляется сотрудник социальной службы, который поддерживает с ним контакт (SoL, Кар.6).
Соцслужба тщательно отслеживает качество опеки, предоставляемой ребёнку, его регулярно проведывают, общаются с ним и с новыми опекунами. (SoL, Кар.6). Служба также ответственна за удовлетворение потребностей несовершеннолетнего в общении с родителями и опекунами. Она принимает решение о возможности такого общения и о том, будет ли известно родителям и опекунам новое место проживания ребёнка (LVU 14 §).
Каждые полгода социальная служба обязана пересматривать своё решение об опеке, чтобы определить, продолжает ли ребёнок в ней нуждаться. (SoL, Кар.6).
Особое значение в деятельности службы принадлежит общественности. Решения принимаются по рекомендации социальных работников коллегией авторитетных граждан; такие же влиятельные в своём населенном пункте жители входят в состав суда первой инстанции.

## Применение
В 2014 году под добровольной опекой при поддержке соцслужб (SoL) пребывали 22 333, а под принудительной опекой согласно закону LVU – 6 983 несовершеннолетних. В 2018 году – 38 825 ребёнка (из них 30% составили несовершеннолетние беженцы, прибывшие без сопровождения).
По состоянию на 1 ноября 2016 года в Швеции под круглосуточной опекой находились 21 642  детей (в 2018 – 24 841 ребёнок, включая 6 708 несовершеннолетних беженцев без сопровождения). В 2016 году 15 817 пребывали под добровольной опекой при поддержке соцслужб (SoL), 5 234 под принудительной опекой согласно закону LVU и 591– взяты под неотложную опеку (LVU). Причины пребывания под принудительной опекой распределяются так: 79,6% - проблемы дома, 16,7% - плохое поведение несовершеннолетних, 3,6% - и то и другое. Исследования свидетельствуют, что в практике соцработников для принудительной и особенно для неотложной опеки требуются наличие в семье не одной, а целого букета проблем, как правило усугубленных прямыми доказательствами насилия в семье и нежеланием родителей изменить своё поведение и лучше заботиться о ребёнке.
В современной Швеции сироты и неблагополучные дети обычно попадают в патронажную семью (швед. Familjehem) - 48% случаев в 2018 году, а также в Дома для опеки и проживания (швед. HVB-hem, hem för vård eller boende) – 30% случаев в 2018 году. HVB-hem может предоставлять уход, лечение, поддержку или образование. У них разная специализация, например, помощь в преодолении зависимостей или размещение прибывших без сопровождения детей-беженцев.
В группе риска - дети из неблагополучных семей, чьи родители не работают и живут на пособие. Нередко это семьи мигрантов или беженцев из стран Ближнего Востока и Африки, так как, согласно исследованию, их финансовое положение не отличается стабильностью - именно это является главным фактором риска. С середины 2000-х продолжает расти количество детей-беженцев, прибывших без сопровождения, которым социальные службы также предоставляют опеку.

### Сравнение с другими странами
Исследователи отмечают, что статистика опеки над детьми в Швеции находится на одном уровне с другими европейскими странами - органами опеки изымается больше детей, чем в Англии и Ирландии, но меньше, чем в Финляндии и Норвегии.
Ситуацию со взятием под опеку детей в Швеции сложно сравнивать с другими системами из-за особенностей ведения статистики в разных государствах. В Швеции принято фиксировать каждый случай взятия под опеку несовершеннолетнего. То есть, если ребёнка забирали из семьи несколько раз в течение года, каждый из этих случаев учитывается отдельно. Кроме того, Главное управление здравоохранения и социального обеспечения (швед. Socialstyrelsen) включает в общую статистику и количество несовершеннолетних, взятых под опеку из-за домашнего насилия, и тех, кого взяли под опеку из-за асоциального поведения, уголовных деяний и пагубных зависимостей. В некоторых странах эти случаи фиксируются раздельно.
Тем не менее, с учётом этих особенностей статистика Швеции за 2016 год сопоставима с данными по другим странам, включая Россию. Так, в этом году в Швеции под опекой находились 29 473 ребёнка, что при общем количестве несовершеннолетних в стране 2 291 000 составляет 1,28% от их общего числа.
В то же время, в Российской Федерации в 2016 году из семей были изъяты 300 тысяч несовершеннолетних при общем количестве несовершеннолетних  29 573 971 человек (по состоянию на 1 января 2017 года), что составляет 1,01% всей возрастной группы.
В Польше при общем количестве детей до 18 лет в 6 902 000 человек под опекой в 2016 - 2017 гг. находился 73 261 ребёнок (55 761 в семейных детских домах и 17 500 в государственных учреждениях) - около 1,06% от общего числа несовершеннолетних.
В Германии по состоянию на 31 декабря 2015 года из 12 908 000 детей в учреждениях опеки находились 78 589, или 0,6%.
В 2016 году в Великобритании под опекой пребывали 82 830 детей, что составляет 0,54% от их общего количества (15 455 800).
Во Франции 145 640 детей воспитывались вне дома по состоянию на 31 декабря 2014 года - 0,93% от общего количества (15 597 848).

## Критика
Хотя Швеция последовательно работает над защитой прав детей, её социальные службы уже долгое время периодически критикуются в СМИ. Так, например, вышедшая в августе 1983 года в немецком журнале в “Der Spiegel” (ФРГ) статья Kindergulag im Sozialstaat Schweden («Детский ГУЛАГ в государстве всеобщего благосостояния Швеция») сообщала, что полиция и социальные службы могли изымать детей без веских на то оснований. В ответ на этот материал ученый-социолог Оке Эльмер в ведущей шведской газете “Dagens Nyheter” сравнил количество взятых под опеку детей в Швеции и ФРГ. В Германии в процентном соотношении таких детей оказалось больше.
В русскоязычных СМИ и блогах время от времени появляются материалы с рассказами о беспричинном изъятии детей у русскоязычных родителей в Швеции.  С другой стороны, СМИ и блоги публикуют материалы, рассказывающие о специфике работы шведских социальных служб с несовершеннолетними. Из них следует, что соцслужбы обязаны реагировать на сигналы о неблагополучии ребёнка. Они рассматривают ситуацию в соответствии с четко прописанной процедурой, общаясь с ребёнком, его родителями и окружением. Изъятие ребёнка из семьи – это крайняя мера, к которой прибегают чрезвычайно редко и лишь в исключительных случаях.